# Agapostemon

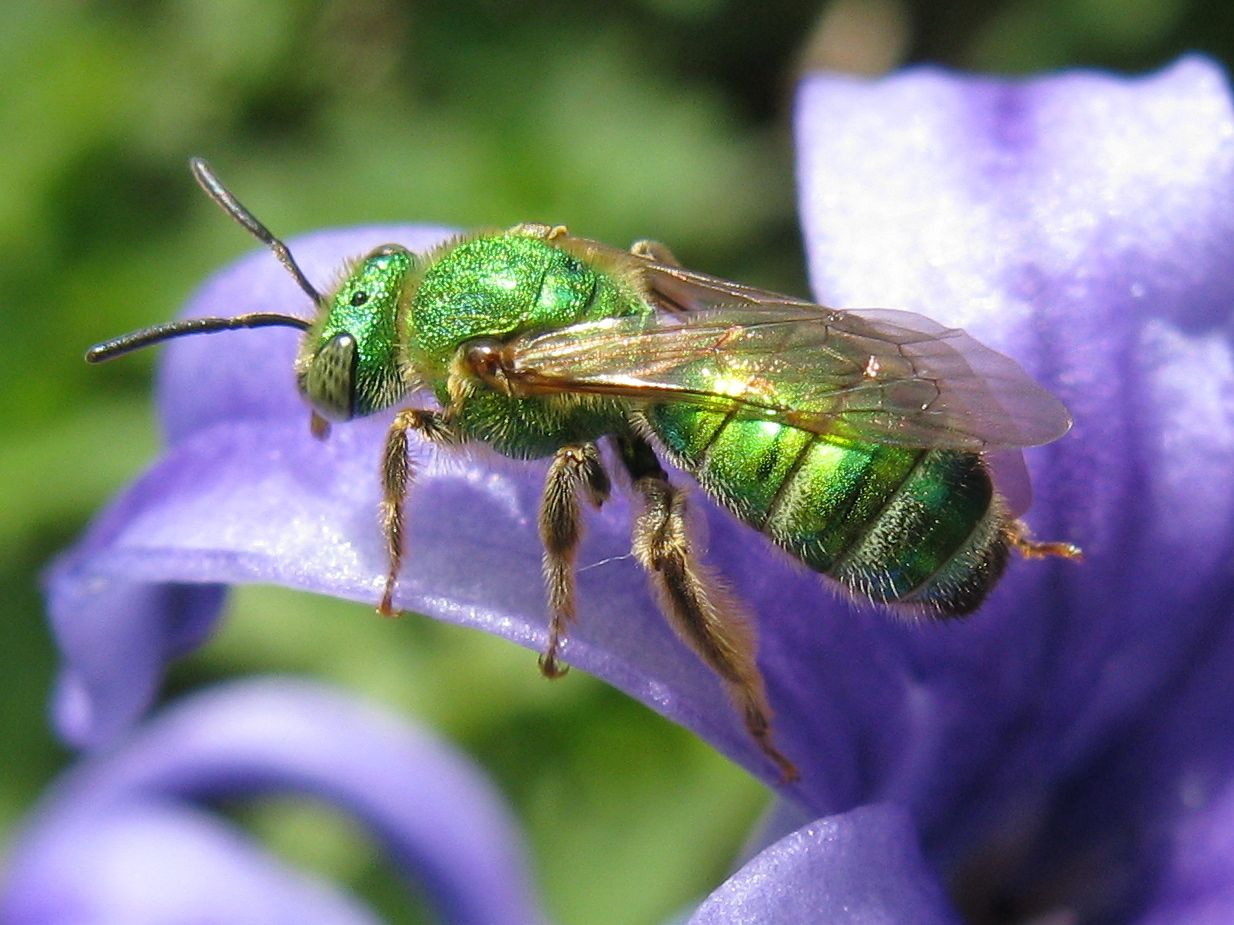
Abeja metálica verde, hembra.

Agapostemon es un género de himenópteros apócritos de la familia Halictidae. Es un grupo de abejas bastante comunes, en general de colores metálicos verdes o azules. Hay aproximadamente cuarenta y cinco especies en el hemisferio occidental, desde Canadá a la Argentina. Superficialmente se parecen a algunos miembros de la tribu Augochlorini, muchas de las cuales también son metálicas verdosas. Se diferencian de ellas por poseer un borde grueso del propodeo y porque la tibia de la pata posterior es igual en longitud o más larga que el tarso.
Los machos de la mayoría de las especies y las hembras de algunas especies tienen bandas negras y blancas en el abdomen y el tórax verde.
La mayoría son abejas solitarias; suelen hacer sus nidos en la tierra. Algunas especies muestran el grado más primitivo de socialidad. Tienen nidos comunales, donde varias hembras comparten la entrada a sus respectivos nidos, aunque son independientes en cuanto a la construcción del resto del nido y del cuidado de la cría, por lo tanto no son verdaderamente sociales.  La ventaja de esta forma de socialidad primitiva parece ser protección contra las abejas cleptoparasíticas, Nomada, que tienen mayor dificultad en invadir nidos donde hay varias hembras de Agapostemon presentes.
En las regiones templadas hay una generación anual con actividad en el verano temprano. Los machos y las hembras en prediapausa son activos en el verano tardío. Solo las hembras fecundadas sobreviven el invierno. A veces se ven grandes números de machos volando entre las flores.

## Especies
- Agapostemon aenigma
- Agapostemon alayoi
- Agapostemon angelicus
- Agapostemon ascius
- Agapostemon atrocaeruleus
- Agapostemon boliviensis
- Agapostemon centratus
- Agapostemon chapadensis
- Agapostemon chiriquiensis
- Agapostemon coloradinus
- Agapostemon columbi
- Agapostemon cubensis
- Agapostemon cyaneus
- Agapostemon erebus
- Agapostemon femoratus
- Agapostemon heterurus
- Agapostemon inca
- Agapostemon insularis
- Agapostemon intermedius
- Agapostemon jamaicensis
- Agapostemon kohliellus
- Agapostemon krugii
- Agapostemon lanosus
- Agapostemon leunculus
- Agapostemon melliventris
- Agapostemon mexicanus
- Agapostemon mourei
- Agapostemon nasutus
- Agapostemon obliquus
- Agapostemon obscuratus
- Agapostemon ochromops
- Agapostemon peninsularis
- Agapostemon poeyi
- Agapostemon rhopalocerus
- Agapostemon sapphirinus
- Agapostemon semimelleus
- Agapostemon sericeus
- Agapostemon splendens
- Agapostemon swainsonae
- Agapostemon texanus
- Agapostemon tyleri
- Agapostemon viequesensis
- Agapostemon virescens
- Agapostemon viridulus[2]